# 池在龍
池　在龍（チ・ジェリョン 지재룡、1942年5月10日 - ）は、朝鮮民主主義人民共和国の政治家。2010年より2021年まで駐中華人民共和国大使。

## 経歴
金日成大学の外国語文学科を卒業。1972年12月、社会主義労働青年連盟（現金日成・金正日主義青年同盟）委員として選出された。1974年からは副委員長、1976年6月から1981年1月まで社会主義青少年連盟中央委員会委員長を務めた。1977年12月、彼は最高人民会議常設会議に選出された。1979年7月以来、彼は最高人民会議の代議員を務めてきた。
1982年10月、駐チェコスロバキア大使を務めた。1986年9月、彼は駐ユーゴスラビア大使に転任。1993年から共産圏国家との「党対党」外交を担当する労働党国際部副部長を務めた。張成沢に近く、2004年に張成沢が「分派行為」を理由に職務停止処罰を受けた際、一緒に地方に左遷された。だが、2006年に朝鮮労働党国際部副部長に返り咲いた。2002年4月、金日成勲章を受賞した。2010年9月の第3回朝鮮労働党代表者会では、朝鮮労働党中央委員会の委員候補に選出された。2010年10月、駐中国大使として北京に赴任、2013年12月の張成沢の粛清の際、張の引きで大使になった故に連座は免れないと思われていたが、2014年3月の第13期最高人民会議代議員選挙で代議員に選出された。
2020年1月18日、北朝鮮の各国大使が一斉に本国へ帰国。池在龍も北京から空路で北朝鮮へ戻った。
2021年2月、駐中国大使の任を解かれたものの、コロナ禍での国境閉鎖のために、本国に帰国できずにいる。　